# Unión Entrerriana de Rugby
La Unión Entrerriana de Rugby  è l'organizzazione che governa il gioco del rugby nella Provincia di Entre Ríos, (Argentina).

## Storia
L'unione fu fondata il 30 marzo 1979 e si affiliò alla Unión Argentina de Rugby l'anno successivo. Originariamente, i club di Entre Ríos e Santa Fe facevano parte della Unión de Rugby del Litoral Argentino, staccandosene nel 1949 per formare la Unión santafesina de rugby. I club di Entre Rios, a sua volta, si staccarono nel 1979 dalla federazione di Santa Fé formando l'attuale unione.

## Club affiliati
- Club Atlético Estudiantes (Paraná)
- Club Tilcara (Paraná)
- Paraná Rowing Club (Paraná)
- Atlético Echagüe Club (Paraná)
- Capibá Rugby Club(Paraná)
- Club Salto Grande (Concordia)
- Club Universitario (Concepción del Uruguay)
- Club Los Espinillos (Concordia)
- Jockey Club (Gualeguay)

## Club "invitati"
- Chana Timbu R. C. (Oro Verde)
- Camatí (Viale)
- San Martín (San Jaime)
- Club Curiyú (Chajarí)
- Carpinchos Rugby Club (Gualeguaychú)
- Club Atlético Diamantino (Diamante)
- Sportivo Peñarol (Rosario del Tala)
- Tagüe Rugby Club (Gualeguay)
- Guazunchos (Nogoyá)
- Auto Club La Paz (La Paz)
- Colón Rugby Club (Colon)
- Asociación Deportiva y Cultural (Crespo)
- Club El Porvenir (Victoria)
- Club Pacerí (Villa Elisa)
- Club Federal (Federal)
- Club Central Entrerriano (Gualeguaychú)